# Idiochroa rufifrons
Idiochroa rufifrons là một loài bướm đêm trong họ Geometridae.